# وانگ وی‌یی
وانگ وِی‌یی (انگلیسی: Wang Weiyi؛ زادهٔ ۳۱ ژانویهٔ ۱۹۷۴)  تیرانداز اهل چین بود. وی در بازی‌های المپیک تابستانی ۲۰۱۲ حضور داشته‌است.